# Euphorbia griffithii
Euphorbia griffithii är en törelväxtart som beskrevs av Joseph Dalton Hooker. Euphorbia griffithii ingår i släktet törlar, och familjen törelväxter.

## Underarter
Arten delas in i följande underarter:
- E. g. bhutanica
- E. g. griffithii

## Bildgalleri

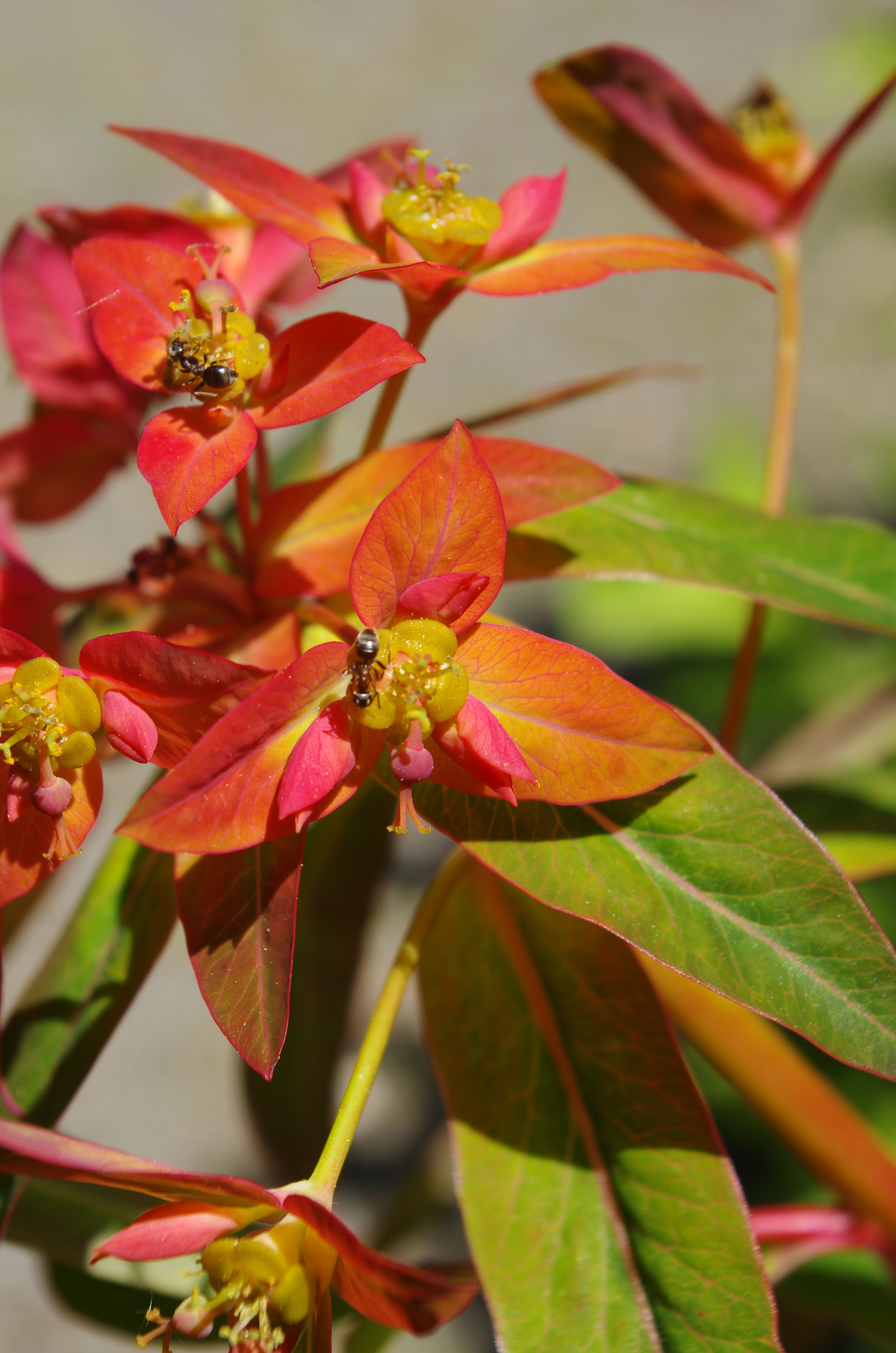
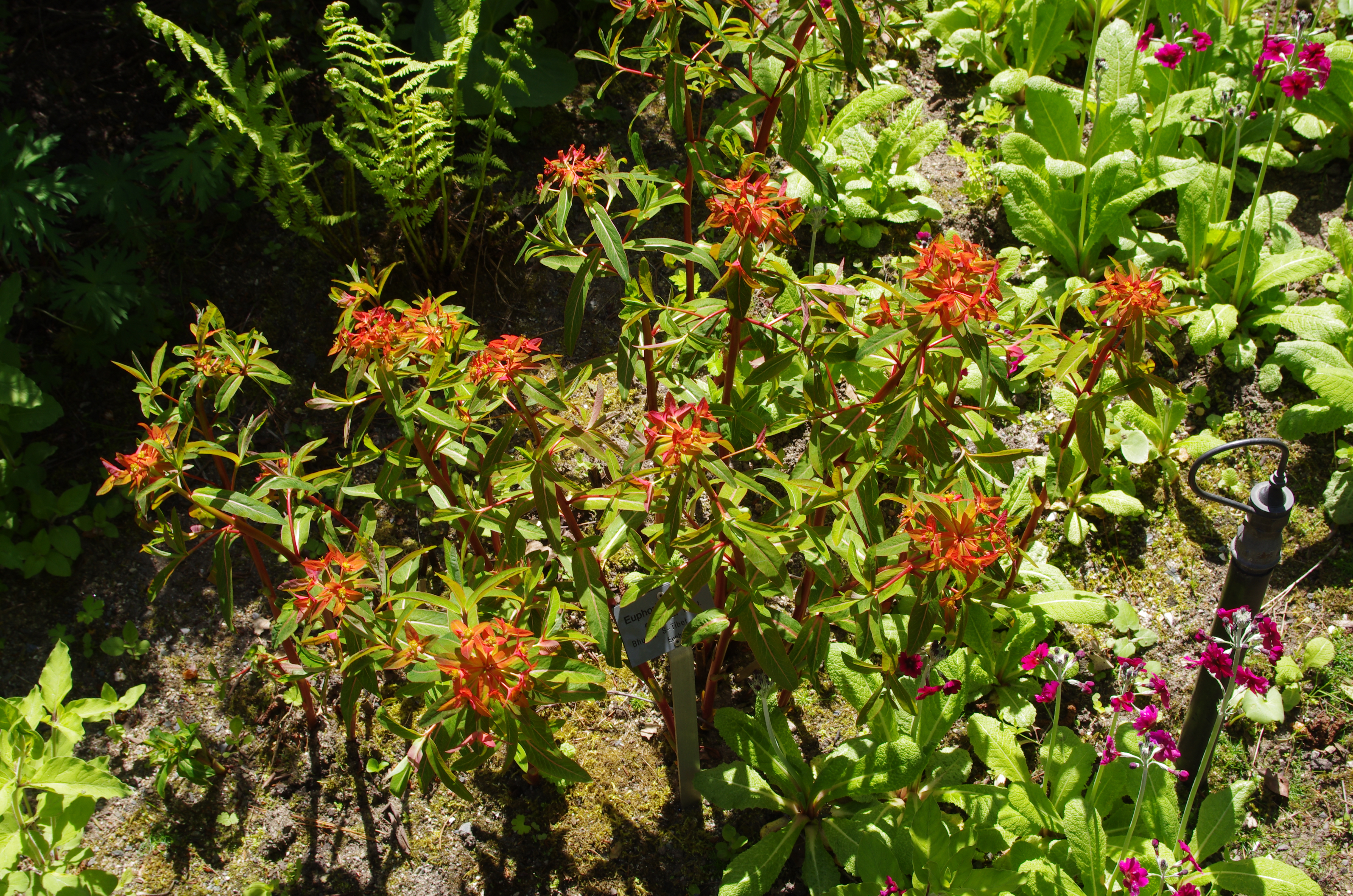
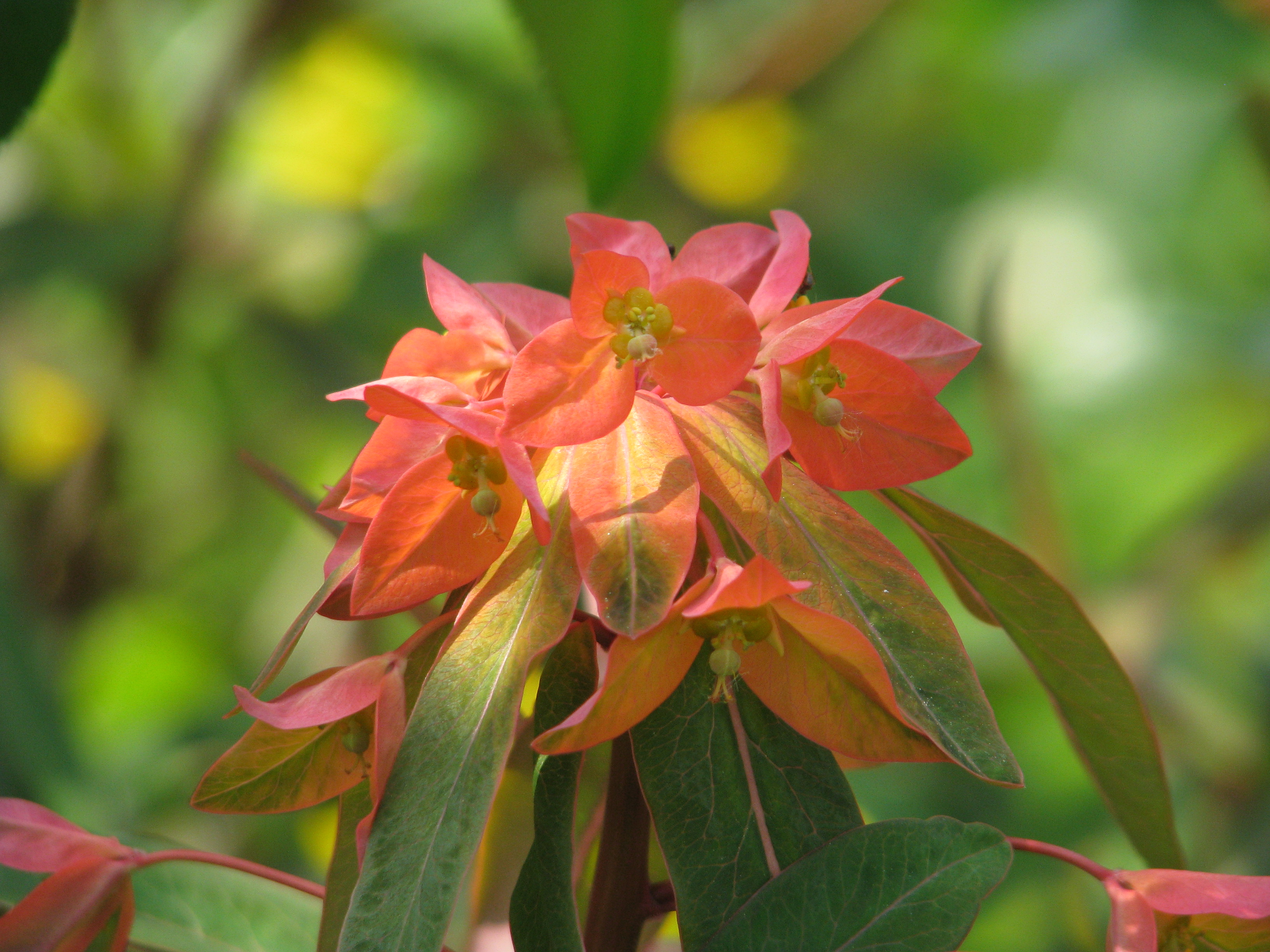
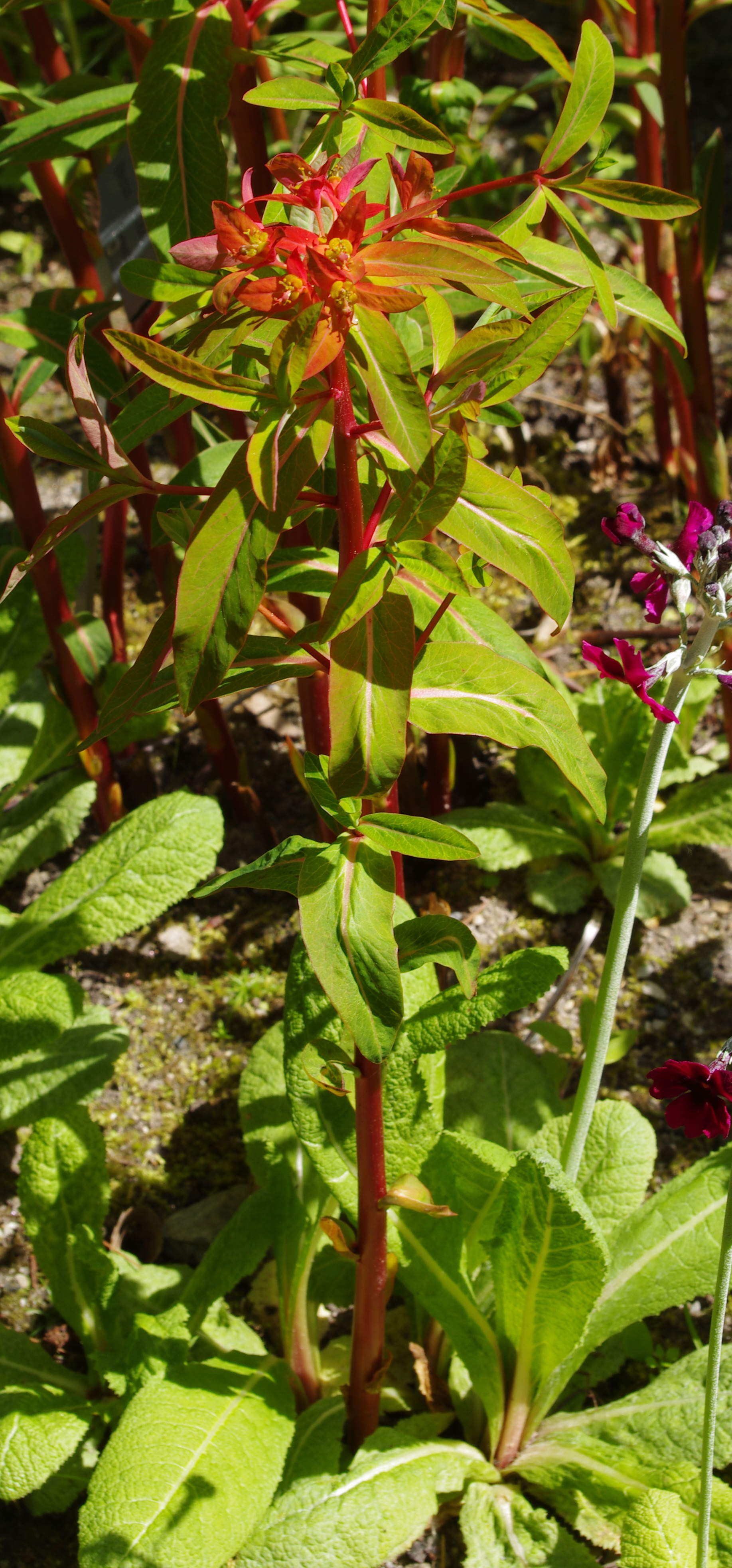
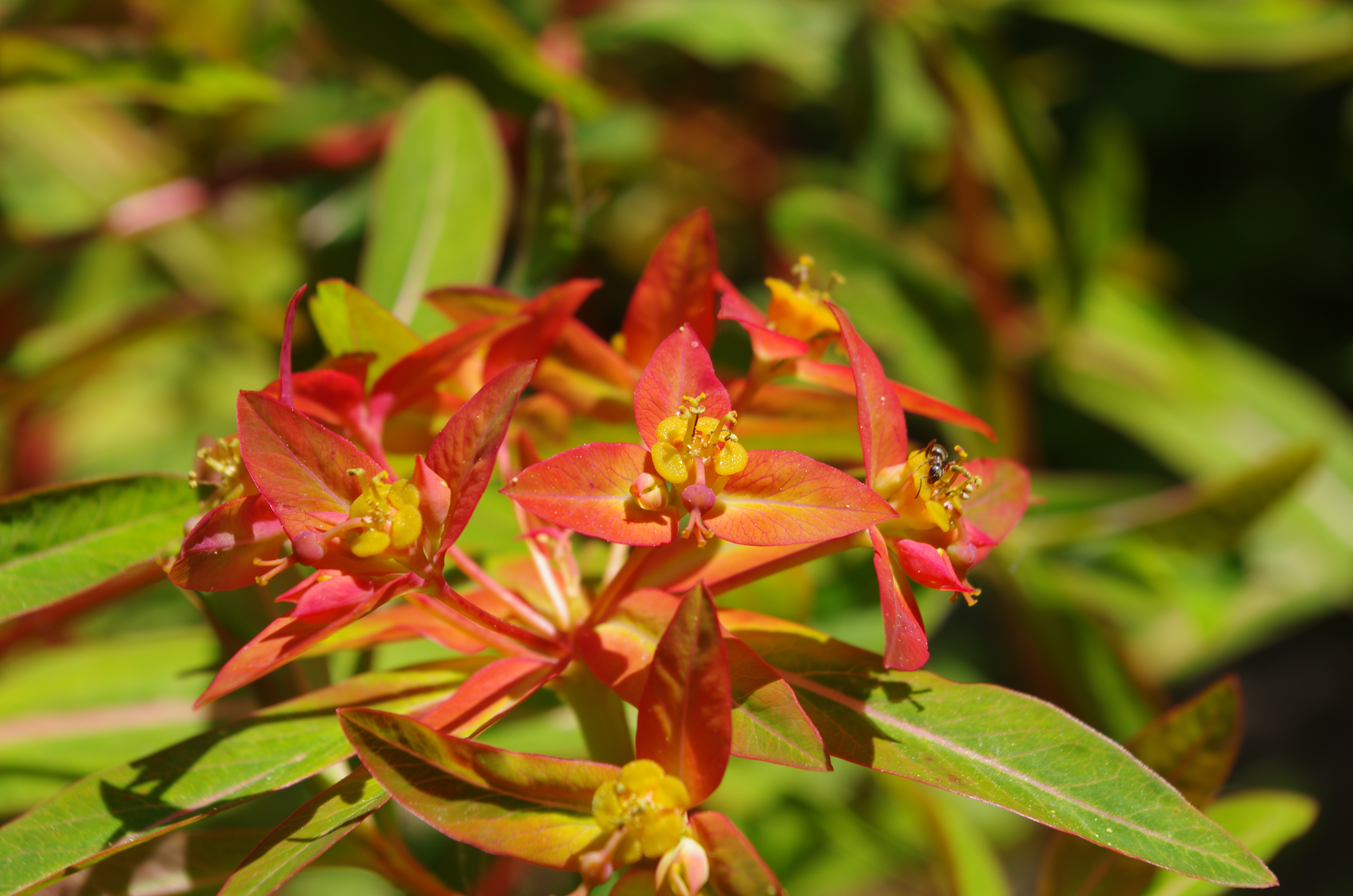